# Epidapus bikinensis
Epidapus bikinensis är en tvåvingeart som beskrevs av Menzel och Werner Mohrig 2000. Epidapus bikinensis ingår i släktet Epidapus och familjen sorgmyggor. Inga underarter finns listade i Catalogue of Life.